# Geschichte der Juden in der Spätantike
Die Geschichte der Juden in der Spätantike umfasst die Periode vom Ende des 1. Jahrhunderts bis zur Eroberung Palästinas durch die islamische Expansion im 7. Jahrhundert. In diese Epoche fällt die Kanonisierung des Tanach, der hebräischen Bibel, und die Sammlung und Verschriftung der verschiedenen jüdischen Lehrtraditionen in beiden Talmudim und in zahlreichen Responsen. Diese von den Rabbinern geführte „klassische“ Epoche der jüdischen Geschichte war von der Zerstreuung der Juden im Perserreich und im Römischen Reich, vom Aufstieg des Christentums zur Staatsreligion dieses Reiches (391) und anderen Faktoren bestimmt.

## Diaspora
Seit dem babylonischen Exil gab es große jüdische Gemeinden in vielen Metropolen des Orients und im gesamten Mittelmeerraum: vor allem in Babylon, Antiochia am Orontes, Alexandria und Rom. Sie bestanden aus den durch die Exilierungen und Aufstände vertriebenen und verschleppten Juden zusammen mit Proselyten und Konvertierten. Sie bildeten die jüdische Diaspora ohne Heimatland, erkannten aber bis 70 den Jerusalemer Tempel als religiöses Zentrum an.
Babylon wurde seit den letzten jüdischen Aufständen wieder Zuflucht vieler verfolgter Juden. Dort vertrat ein Exilarch die autonome jüdische Kolonie gegenüber den Herrschern der Parther und dem nachfolgenden neupersischen Sassanidenreich, den Erzfeinden Roms im Osten. Die Juden waren dabei bisweilen Verfolgungen ausgesetzt: Teils aus religiösen Gründen (besonders in der Frühzeit des Sassanidenreichs, als zoroastrische Priester Einfluss auf den Großkönig ausüben konnten), später aber vor allem aus politischen Gründen, da es teilweise zu Übergriffen von Juden auf zoroastrische Priester kam oder sie in den Thronkämpfen auf der unterliegenden Seite standen. Dennoch hielten die Juden während der römisch-persischen Kriege weiter zu den Persern; die jüdischen Gemeinden in Persien (vor allem in Mesopotamien) blühten denn auch auf, in Sura und Pumbedita entstand schließlich der babylonische Talmud. Die Juden in Persien beteiligten sich aber auch teils an christenfeindlichen Maßnahmen der Großkönige, die aus der Entwicklung des Christentums im Römischen Reich resultierten, wo das Christentum seit dem 4. Jahrhundert gefördert wurde und schließlich zur Staatsreligion erhoben wurde (siehe unten).
Im römischen Reich hob Kaiser Antoninus Pius im 2. Jahrhundert n. Chr. die meisten Religionsverbote seines Vorgängers Hadrian gegen die Juden wieder auf und erlaubte Beschneidung, Schabbatruhe, Lehrhäuser (hebräisch בית תפילה bet tefillah, deutsch ‚Haus des Gebets‘) und Ordination von Schriftgelehrten. Kaiser Caracalla gewährte den Bürgern der Provinzen 212 das römische Bürgerrecht; damit durften auch Juden Verwaltungsposten bekleiden, mussten aber auch am Militärdienst teilnehmen.
In der Spätantike begann ihre Degradierung durch Konstantin I. und unter dem Einfluss der nun privilegierten christlichen Kirche. Zwar blieb das Judentum erlaubt (religio licita), wurde aber von Wohlwollen und Gesetzgebung christlicher Herrscher abhängig. Von diesem Zeitpunkt an wurde die Verantwortung für die Kreuzigung Jesu allein den Juden und nicht mehr den Römern zugeschrieben. Theodosius II. erließ 417 und 423 Mischehen- und Missionsverbote und andere Beschränkungen. Justinian I. verfolgte Ketzer, Samaritaner (die sich 529 erhoben hatten, siehe Julian ben Sabar) und Juden, verbot die Matzen zum Pessach, hebräische Bibellesungen und den Mischnaunterricht. Sein Corpus iuris civilis wurde für das folgende Kirchen- und Staatsrecht des Mittelalters maßgebend.
Dennoch variierte die Politik der Kaiser: Konstantin I. etwa bestätigte die Rechte der jüdischen Gemeinden und erlaubte nun auch die Wahl von Juden in die Gemeinderäte. Gleichzeitig wurde Juden untersagt, zum Christentum konvertierte Juden anzugreifen. In der Konstantinsvita des Eusebius von Caesarea sind Texte enthalten, die dem Kaiser eine scharfe anti-jüdische Sichtweise unterstellen, doch ist nicht immer klar, inwiefern diese Schriften nachträglich „bearbeitet“ wurden. Theodosius I., der das Christentum zur Staatsreligion erhob, verbot einerseits nachdrücklich die Heirat zwischen Christen und Juden, versuchte aber andererseits bei der christlichen Brandstiftung der Synagoge von Callinicum erfolglos die betroffenen Juden zu schützen, wovon er durch Ambrosius von Mailand abgehalten wurde. Faktisch ohne Folgen blieb der Versuch des letzten heidnischen Kaisers Julian, das Judentum zu stärken und so das Christentum zu schwächen.
Im Laufe des 5. Jahrhunderts verschlechterte sich die Lage für die Juden im Imperium Romanum, wenngleich immer noch Schutzgesetze für sie erlassen wurden. Für den Westen liegen nach der Zeit Valentinians III. kaum noch zuverlässige Quellen vor, anders als für den weitgehend griechischsprachigen Osten des Imperiums.
In der Regierungszeit Justinians I. wurden etwa die gesetzlichen Bestimmungen verschärft. Ebenso kam es aber auch zu jüdischen Reaktionen, wie der Aufstandsbewegung der Samaritaner. Dennoch blühten auch in dieser Zeit durchaus mehrere jüdische Gemeinden.
Im 7. Jahrhundert schließlich halfen Juden den Persern bei der Eroberung Jerusalems 614 und führten Pogrome gegen Christen durch (zum historischen Kontext siehe Römisch-Persische Kriege). Die Reaktion folgte nach dem Sieg Ostroms: Kaiser Herakleios ordnete teilweise Zwangstaufen an; nicht unerwähnt bleiben sollen ähnliche, fast zeitgleiche Maßnahmen im Merowingerreich.
Dennoch sollte nicht verkannt werden, dass das Leben von Juden und Christen im christlichen Imperium Romanum nicht nur von einem permanenten Gegeneinander bestimmt war. Wohl wurde es aber erschwert durch den teils äußerst gehässigen und scharfen Ton, der in vielen christlichen Schriften durchblickt: Juden wurden als Gottesmörder diffamiert, wodurch ein nachhaltiges Feindbild geschaffen wurde, wenngleich freilich auch teils in heidnischen Texten ein gewisser Anti-Semitismus gepflegt wurde. Andererseits beharrten die Juden auf ihrer kulturellen Identität (und griffen dabei auch bisweilen zur Gewalt), die sie auch schließlich bewahren konnten.
Im 6. Jahrhundert erließ der burgundische König Gundobal das Liber Constitutionum, welches das Rechtsverhältnis von Burgundern und Römern und auch zu Juden ordnete.

## Konsolidierung nach dem Tempelverlust
Die Einigung, Neuordnung und Festigung des Judentums nach der Zerstörung des Jerusalemer Tempels im Jahre 70 ist weitgehend ein Werk des Pharisäers Jochanan ben Sakkai. Er soll nach talmudischen Traditionen als jüngster Schüler Hillels um 40 die Leitung der Tannaiten – der gemäßigten Richtung unter den Pharisäern – gewonnen haben. Nach Legenden ließ er sich im Jüdischen Krieg in einem Sarg aus dem belagerten Jerusalem schmuggeln, um der Todesstrafe der Zeloten zu entgehen und sich den Römern zu stellen.
Er erhielt von ihnen die Erlaubnis, ein Lehrhaus (beth midrasch) in Javne – nahe dem heutigen Tel Aviv-Jaffa – zu gründen. Dieses baute er zu einem Zentrum des palästinischen Judentums aus, das nach dem Machtverlust der Sadduzäer Aufgaben des Sanhedrin übernahm. Damit wahrte er die Kontinuität der gesamtisraelitischen religiösen Rechtsprechung. Mit Hilfe der kultkritischen Prophetie des Amos und Hosea versuchte er seine Glaubensgenossen davon zu überzeugen, dass das Ende des Tempelkults nicht das Ende des Judentums bedeutete.
Er vereinfachte die Halacha (die geltenden Religionsvorschriften nach der mündlichen Gebotsauslegung der Tora), um sie unter den veränderten Bedingungen erfüllbar zu machen, und führte neue Riten anstelle der nicht mehr praktizierbaren Wallfahrtsfeste ein. Die früher durch Opfer im Zentralheiligtum erwirkte Versöhnung mit Gott wurde durch die Heiligung des Alltagslebens abgelöst. Indem alle Gemeindeglieder etwa das rituelle Händewaschen vor dem Essen übernahmen, konnten Gottesdienste nun auch ohne Mitwirkung der Priester stattfinden. Ihre Zugangsvoraussetzungen verschärfte Sakkai, so dass sie ihre herrschende Stellung für den jüdischen Gottesdienst einbüßten; andererseits durften sie nun nicht mehr nur im Tempel, sondern auch in den Synagogen dienen. Dabei blieb ihre Aufgabe auf das Sprechen des Aaronitischen Segens begrenzt. Damit erreichte Sakkai die Führung der gemäßigten Pharisäer über die sonstigen Strömungen des Judentums.
Unter seinem Nachfolger Gamaliel II., ebenfalls ein Schüler Hillels, wurden die Lehrer von Javne zugleich als „Fürsten“ (hebr. nasi) Vertreter des jüdischen Volkes gegenüber den Römern. Eine wesentliche Leistung Gamaliels war die Festlegung der jüdischen Gebetsliturgie. Die Aufnahme des „Ketzerfluchs“ in das tägliche Achtzehnbittengebet – Den Verleumdern sei keine Hoffnung, und alle Böswilligen mögen in einem Moment zugrunde gehen! – richtete sich unter anderem gegen das Christentum, das sich im römischen Reich als Staatsreligion zu etablieren begann. Diese Maßnahme war als Notwehr gegen das von inneren Zerreißproben und äußerer Verfolgung bedrohte Judentum gedacht: Um als Juden zu überleben, wurde eine strenge Ausgrenzung aller Andersgläubigen für notwendig erachtet. Zugleich blieben die Pharisäer jener Zeit offen für die Völkermission.
Gamaliel war seinen Anhängern jedoch zu gemäßigt; er wurde durch einen Nachfahren Esras, den jungen Eleasar ben Asarja, zeitweise verdrängt. Dieser führte priesterliche Traditionen wieder ein und stärkte damit restaurative Tendenzen und erneute Hoffnungen der Juden auf nationale Befreiung von der Fremdherrschaft. In diese Zeit fallen Lehrauseinandersetzungen zwischen den Schulen von Hillel und Schammai, die später in der Mischna gesammelt wurden.

## Entstehung der jüdischen Heiligen Schriften

### Mischna
Um 100 hatten die nun führenden Pharisäer bereits den Tanach kanonisiert und alle wesentlich davon abweichenden Richtungen aus dem Judentum ausgeschlossen: vor allem Hellenismus, Gnosis und Christentum. Zudem hatten ihre verschiedenen Lehrhäuser seit etwa 100 v. Chr. begonnen, die mündlichen Auslegungen der Tora (Halacha) zu sammeln und schriftlich zu fixieren.
Von diesen verschiedenen Kodifizierungen setzte sich bis etwa 300 n. Chr. die Mischna der Tannaiten durch und wurde zur zweiten normativen Heiligen Schrift neben der Tora. Dadurch erreichten die Rabbiner Zusammenhalt und einheitliche Religionsausübung der noch bestehenden Judengemeinden in Palästina und in der Diaspora, aber auch die flexible situationsgerechte Auslegung der Tora. Historiker sehen darin eine entscheidende Bedingung für das Überleben des Judentums in feindlicher Umwelt seit dem Tempel- und Staatsverlust.

### Talmud
Die Amoräer hatten die mündliche Kommentierung der Tora und deren Sammlung fortgesetzt. Aus ihrer Tätigkeit entstanden gleichzeitig in Galiläa und Babylon der palästinische und babylonische Talmud. In ihm wurden bis 500 die Mischna mit der Gemara vereint. Zudem kamen weitere Midraschim (freie Torapredigten) zur Tora und zu den jüdischen Jahresfesten (Megillot) hinzu.
In Babylon vertrat der seit dem 2. Jahrhundert nachgewiesene Exilarch die autonomen Diasporagemeinden seit 628 (Ausrottung und Vertreibung der Juden aus Medina durch Mohammed) auch gegenüber dem islamischen Kalifat. Hinzu kamen die Schulhäupter der Lehrhäuser, die Gaonen: Diese schufen vor allem eine umfangreiche Responsenliteratur über Fragen der Toraauslegung und alltäglichen Religionsausübung. Auch diese wurde bis etwa 1050 kodifiziert (Halachot gedolot).

### Karäer und Masoreten
Die Karäer vertraten seit 750 die Alleingeltung der Tora gegen das am Talmud orientierte Judentum. Daraufhin begannen die Rabbiner erneut das Hebräische zu studieren und die jüdischen Lehren zu systematisieren. Saadia Gaon (882–942), der Gaon von Sura, schrieb dazu die erste jüdische Religionsphilosophie: Glaubenslehren und Erkenntnisgründe.
Um den Text des Tanach vor Fehldeutungen und Willkür zu schützen, fixierten die Masoreten nach dem Konsonantentext bis etwa 1050 auch die Vokalisierung des Tanach im masoretischen Text. Zudem vertiefte sich mit spekulativer Literatur über Gott und die Engel die Hinwendung zur jüdischen Mystik. Das von Stammvater Abraham hergeleitete apokryphe Sefer Jetzira, ein erster Entwurf einer Buchstabenmystik, diente als Grundlage der Kabbala.

## Islam und Judentum
Der Islam wurde im frühen 7. Jahrhundert durch Mohammed auf der arabischen Halbinsel gegründet. Schon Jahrhunderte zuvor waren zahlreiche jüdische Gemeinden über Arabien verstreut, so dass schon zu dieser Zeit verschiedene Ausformungen des Judentums der sesshaften Bevölkerung und auch den beduinischen Stämmen bekannt waren. Besonders verbreitet war das Judentum in Südarabien, wo jüdische Gruppen und Proselyten häufig anzutreffen waren. Altsüdarabische Inschriften, die zum Teil erst in den 1950er Jahren entdeckt wurden, bezeugen die Berichte von vor-islamischen christlichen Schriftstellern über jüdische missionarische Aktivitäten und Christenverfolgungen, besonders in Nadschran unter Yusuf Dhu Nuwas, den (konvertierten) jüdischen König von Himyar. Der Gottesname Rahman („Barmherziger“), ohne zusätzliches Attribut, taucht in diesen Inschriften mehrmals auf und deutet auf jüdische Herkunft hin.
In den Jahren, die Mohammed in Yathrib, dem späteren Medina, verbrachte, kam er mit den jüdischen Stämmen, die in den Oasen dieser Gegend lebten, auf zahlreiche positive und negative Weisen in Kontakt, was zweifellos die von ihm verkündete strikte Form des Monotheismus und die Ablehnung des christlichen Glaubensgrundsatzes von Jesus als Sohn Gottes gefördert hat. In der Oasensiedlung gab es Streit zwischen jüdischen und nicht-jüdischen Gruppen, der Prophet wurde als Schlichter angerufen und er erließ die Gemeindeordnung von Medina, ein Vorläufer der umma. Auch die Juden waren Teil dieser neuen Gemeinde. Obwohl ein großer Teil des Korans auf biblischen Erzählungen beruht und die rechtlich bindende Form des Islam sich auf Vorschriften stützt, die in der Bibel und im Talmud festgelegt wurden, kann der genuin arabische Charakter des Koran nicht genug betont werden, da der Islam durch Mohammed begründet und verbreitet wurde. Viele eschatologische Überlieferungen und Vorstellungen über den Jüngsten Tag wurden zwar von christlichen Mönchen übertragen, beruhen aber ebenfalls auf der gemeinsamen jüdisch-christlichen Überlieferung. In einem Hadith soll Mohammeds Frau Aischa die Überlieferung von der Bestrafung im Grab von zwei alten Frauen in Medina gehört haben. Nachdem Jerusalem als der Ort des Jüngsten Gerichts akzeptiert wurde, wurden diesen Glaubensvorstellungen weitere jüdische Elemente hinzugefügt.
Viele Erzählungen aus den Qisas al-anbiyāʾ, den „Prophetenlegenden“, gehen zurück auf Kaʿb al-Ahbār, einen Islamkonvertiten jüdischer Herkunft, der den Kalifen Omar auf seiner Reise nach Jerusalem begleitete, oder auch auf Wahb ibn Munabbih, ebenfalls einen Konvertiten oder Sohn eines jüdischen Konvertiten. Die Hadith-Literatur, einschließlich der Legenden, zeigt eine erstaunliche Kenntnis von Halacha und Aggada, wie sie in Talmud und Midraschim niedergelegt sind. Wie im Judentum gab es zunächst auch im Islam Widerstand gegen die Niederschrift der Aussagen und Lehrsprüche, die durch die Überlieferungskette Isnād übermittelt wurden. Der Kalif Omar missbilligte die schriftliche Fixierung der Sunna mit den Worten: Wollt ihr eine (schriftliche) „mathnat“ wie die „mathnat“ (aram. für Mischna) der Juden?
Nicht in allen Fällen kann eine klare Abhängigkeit der islamischen Lehren und Methoden vom Judentum postuliert werden. Die fundamentale Ähnlichkeit von Judentum und Islam, die beide auf religiösen Gesetzen beruhen, die sich in Prinzipien, Methoden und der jeweiligen Rechtsauffassung niedergeschlagen haben, führte in späteren Jahrhunderten zu parallelen Entwicklungen. Die Geonim, die Leiter der zwei berühmten talmudischen Akademien von Sura und Pumbedita, erhielten unzählige Fragen über das Verhalten in rechtlichen und sozialen Angelegenheiten; Zehntausende ihrer Responsen sind erhalten geblieben. Dieselbe Praxis herrschte bei den muslimischen Muftis, einer Kategorie von Juristen, bei denen jeder Muslim eine Fatwa, ein rechtliches Urteil basierend auf dem religiösen Gesetz, erbitten konnte. Sowohl Fatwa als auch Responsen besaßen rechtlich bindende Kraft. Es ist schwierig zu entscheiden, ob die Entwicklung dieser Rechtsliteratur in beiden Religionen unabhängig oder infolge gegenseitiger Beeinflussung erfolgte.
Die islamische Kultur, die das Erbe der alten Griechen und des Hellenismus aufgenommen hatte, beeinflusste einige Aspekte der jüdischen Gedankenwelt und Wissenschaft nachhaltig. Nachdem die griechische und jüdische Kultur jahrhundertelang getrennt voneinander existiert hatten, kehrten die Werke der antiken Philosophen und Naturwissenschaftler in den Gesichtskreis jüdischer Denker und Gelehrten durch arabische Übersetzungen (zum Teil aus früheren Übersetzungen in syrischer Sprache) zurück. Auf diese Weise lernten Saadia Gaon, Solomon ibn Gabirol und Maimonides die Werke von Aristoteles, Platon und des Neuplatonismus kennen.